# Clintondale
Clintondale és una concentració de població designada pel cens dels Estats Units a l'estat de Nova York. Segons el cens del 2000 tenia 1.424 habitants.

## Demografia
Segons el cens del 2000, Clintondale tenia 1.424 habitants, 542 habitatges, i 346 famílies. La densitat de població era de 98,4 habitants per km².
Dels 542 habitatges en un 34,1% hi vivien nens de menys de 18 anys, en un 50,9% hi vivien parelles casades, en un 8,7% dones solteres, i en un 36% no eren unitats familiars. En el 27,7% dels habitatges hi vivien persones soles el 6,3% de les quals corresponia a persones de 65 anys o més que vivien soles. El nombre mitjà de persones vivint en cada habitatge era de 2,59 i el nombre mitjà de persones que vivien en cada família era de 3,21.
Per edats la població es repartia de la següent manera: un 26,5% tenia menys de 18 anys, un 8,7% entre 18 i 24, un 30,4% entre 25 i 44, un 24,6% de 45 a 60 i un 9,7% 65 anys o més.
L'edat mediana era de 36 anys. Per cada 100 dones de 18 o més anys hi havia 96,6 homes.
La renda mediana per habitatge era de 34.737 $ i la renda mediana per família de 55.074 $. Els homes tenien una renda mediana de 33.405 $ mentre que les dones 26.023 $. La renda per capita de la població era de 18.410 $. Entorn del 5,7% de les famílies i el 12,4% de la població estaven per davall del llindar de pobresa.